# Martha Boto
Martha Boto (27 tháng 12 năm 1925 - 13 tháng 10 năm 2004) là một nghệ sĩ người Argentina. Boto sinh ra ở Buenos Aires, Argentina và là người đồng sáng lập Nhóm nghệ sĩ phi hình tượng của Argentina. Bà được coi là người tiên phong của nghệ thuật động học và nghệ thuật lập trình.

## Cuộc sống
Bà xuất thân từ một gia đình nghệ sĩ, nơi họ luôn ủng hộ bà trong công việc. Bà học vẽ và vẽ tại Escuela Superior de Bellas Artes năm 1944 và tốt nghiệp năm 1950.
Bà chuyển đến Paris năm 1959 cùng với chồng kiêm cộng tác viên Gregorio Vardanega, nơi bà sống cho đến khi chết năm 2004.

## Công việc
Công việc đầu tiên của Boto chủ yếu là trừu tượng hình học. Trong những năm 50, bà có mối quan tâm đầu tiên về không gian, kết thúc bằng việc tạo ra các cấu trúc nơi bà sử dụng tấm mica với nước màu. Đến năm 1956, bà gia nhập nhóm nghệ thuật bê tông "Arte Nuevo".
Bà là một trong những nghệ sĩ đầu tiên ở Buenos Aires sử dụng chuyển động như một thành phần trong tác phẩm điêu khắc của mình. Năm 1957, bà bắt đầu nhóm Artistas No Figurativos de la Argentina cùng với Gregorio Vardanega.
Năm 1959, bà chuyển đến Paris và một năm sau đó, bà tham gia I Biennale de Paris, nơi sự nghiệp của bà là một nghệ sĩ động lực, công việc của bà tập trung vào các khái niệm về chuyển động, ánh sáng và màu sắc.
Sau khi Boto chuyển đến Paris, Denise René đã quảng bá các tác phẩm của bà. Boto bắt đầu kết hợp nhiều vật liệu công nghiệp hơn, như động cơ điện, vào tác phẩm điêu khắc của bà tại thời điểm này.
Bà được biết đến với "các cuộc điều tra dựa trên nguyên tắc lặp lại trong thế giới suy tư". Boto tìm kiếm một nghệ thuật có khả năng đánh thức những cảm xúc khác nhau, phản ứng tâm lý của niềm vui và căng thẳng, một nghệ thuật có thể trở thành liều thuốc cho tinh thần.